# Territori tribal de Berber
El Territori tribal de Berber fou el nom donat al país dels Mirafab (o Mayrafab) al Sudan. El Mirafab era una tribu arabòfona que pretenia ser parenta del Djaliyin i s'estenia als dos costats del Nil per les terres de la cinquena cascada del Nil a Atbara.
El Mirafab estava governat per un makk, que era nomenat pel sultà funj de Sennar del que era vassall, dins de la família dirigent del Timsah. El makk havia de pagar cada quatre o cinc anys un tribut en or, cavalls o camells. Als segles xviii i xix la part meridional del seu territori formava un regne separat vassall anomenat Ras al-Wadi, governat per un membre de la família Timsah. El territori de Berber era de trànsit pel comerç amb Dongola però el segle xix la ruta va esdevenir massa perillosa i es va deixar d'utilitzar; la principal amenaça eren els atacs de beges i bisharins. Fins aleshores els drets de pas de les caravanes cap al sud eren el principal ingrés dels makk (les que venien del sud cap al nord estaven exemptes de pagament). El darrer makk fou Nasr al-Din, expulsat del tron, que va demanar l'ajut al virrei d'Egipte Muhammad Ali. Les tropes egípcies van ocupar el país el 5 de març de 1821.